# Вольфгарт Гайнрігс
Вольфгарт Гайнрігс (нім. Wolfhart Heinrichs, 3 жовтня 1941, Кельн, Нацистська Німеччина — 23 січня 2014) — німецько-американський лінгвіст філолог, перекладач, професор арабської мови у Гарвардському університеті. Один із головних редакторів другого видання фундаментальної «Енциклопедії ісламу».

## Біографія
Вольфгарт Гайнрігс народився 3 жовтня 1941 року у сім'ї вчених. Його батько, Маттіас Гайнрігс, обіймав посаду професора історії античної Німеччини у Гіссенському університеті та Вільному університеті Берліна, а мати, Анна Гайнрігс, викладала давньоскандинавську мову, до моменту смерті у віці 80 років обіймаючи посаду професора Вільного університету.
Середню освіту Вольфгарт здобув у гімназії імені Фрідріха Вільгельма (нім. Friedrich-Wilhelm-Gymnasium) у Кельні, після чого вступив на факультет арабської мови й ісламознавства Кельнського університету. Наступного року він вступив до Школи сходознавства й африканістики Лондонського університету, навчаючись також в університетах Франкфурта та Гіссена. Серед його вчителів були такі відомі вчені як Вернер Каскель, Гельмут Гетьє, Р. Б. Сержант, Рудольф Зейгайм й Евальд Вагнер. У 1967 році Вольфгарт захистив дисертацію на PhD на тему «Відображення „Поетики“ Арістотеля у поезії Хазіма аль-Картаджані» та вирушив до Бейрута, де проходив практику в Інституті сходознавства.
У 1968—1977 роках Гайнрігс навчав студентів у Гіссенському університеті, при цьому працюючи запрошеним лектором у Гарвардському університеті. У 1978 році він залишив Німеччину та був прийнятий на роботу як штатний лектор Гарварда. У 1989 році Гайнрігса запросили як співредактора другого видання «Енциклопедії ісламу», для якої він написав понад 50 статей. Через сім років Гайнрігс змінив Мусін Махді на посаді професора арабської мови імені Джеймса Річарда Джеветта. У 2008 році на честь Вольфгарта був випущений фестшрифт, у написанні якого взяли участь такі вчені як-от Майкл Куперсон, Тьєррі Б'янкі, Беатріс Грюндлер та інші.
Вольфгарт Гайнрігс несподівано помер 23 січня 2014 року.

## Наукові дослідження
У 1967 році разом з турецьким сходознавцем Фуатом Зенгіним Вольфгарт став редактором 12-томної праці, яка отримала назву «Geschichte des arabischen Schrifttums» («Історія арабського писання»). Рецензенти називали її фундаментальним, монументальним і грандіозним проєктом. Кожен із томів присвячений окремій темі в арабістиці: поезії, лексикографії та ін.
За словами істориків Авінгана Ноя та Халіда ер-Русайніба, Гайнрігс був великим любителем мов. Крім рідної німецької та арабської на професійному рівні, він володів англійською, французькою, російською, грецькою, латиною, івритом, арамейською, сирійською, геєзом, фарсі, турецькою й іншими мовами. В останні роки свого життя він вивчав мбараквенго, поширену у Південній Африці, намагаючись при цьому поділитися своїми знаннями з іншими. Для Вольфгарта інтерес до мови одночасно означав інтерес та співчуття до історії, ідей та культури тих народів, які її використовували. В інтерпретації історичних текстів його головним принципом була традиція німецької науки «Sitz im Leben», яка говорить про взаємозв'язок соціального та культурного контексту. У своїй статті «On the Genesis of the Ḥaqīqa-Majāz Dichotomy» Гайнрігс прямо посилається на цей принцип, розповідаючи, як арабський термін «маджаз» згодом змінив свій сенс і забарвлення через те, що ранні богослови намагалися зрозуміти зміст явних антропоморфізмів у Корані.
У своїй короткій праці «The hand of the northwind» («Рука північного вітру») 1977 року Вольфгарт простежує еволюцію поняття «метафора», як те, що дозволяє приписувати щось відсутнє у предмета для позначення того, що він спочатку не означав. За словами Гайнрігса, це обумовлюється тим, що увага середньовічних арабських літературознавців зміщується з домусульманської арабської поезії на «стилістичну неповторність» священної книги.

## Сім'я
У 1987 році Гайнрігс одружився з викладачкою арабської мови Альме Гізе, яка пережила свого чоловіка. Дітей у пари не було, але було дев'ять свійських тварин — кролики, щури, морська свинка, кішки.

## Життєвий принцип
За словами Вольфгарта, його життєвий принцип відображав переведений ним же англійською вірш середньовічного арабського поета Ібн Фаріса:
"Як справи?" — спитали вони, і я відповів:
«Непогано,

одне бажання здійснюється, але багато хто проходить повз мене».

Коли засмучується моє серце, я кажу:

Може, колись сум затихне!

Мій супутник це мій кіт, а радість мого серця —

це зошити, які я маю, і моя улюблена лампа.